# ハート (バンド)
ハート (Heart)は、アメリカ合衆国出身のロックバンドである。アンとナンシーのウィルソン姉妹率いるユニットとして活動、女性ロック・ミュージシャンを核とした先駆的グループとしても知られる。2013年『ロックの殿堂』入り。ジェイク・ブラウンの著書『Heart: In the Studio』の中で、「当時、彼女らのバンドは音楽における女性のための革命であり、ジャンルの壁を越え、批評家の称賛を集めることを始めていた。」と説明されている。

## 来歴

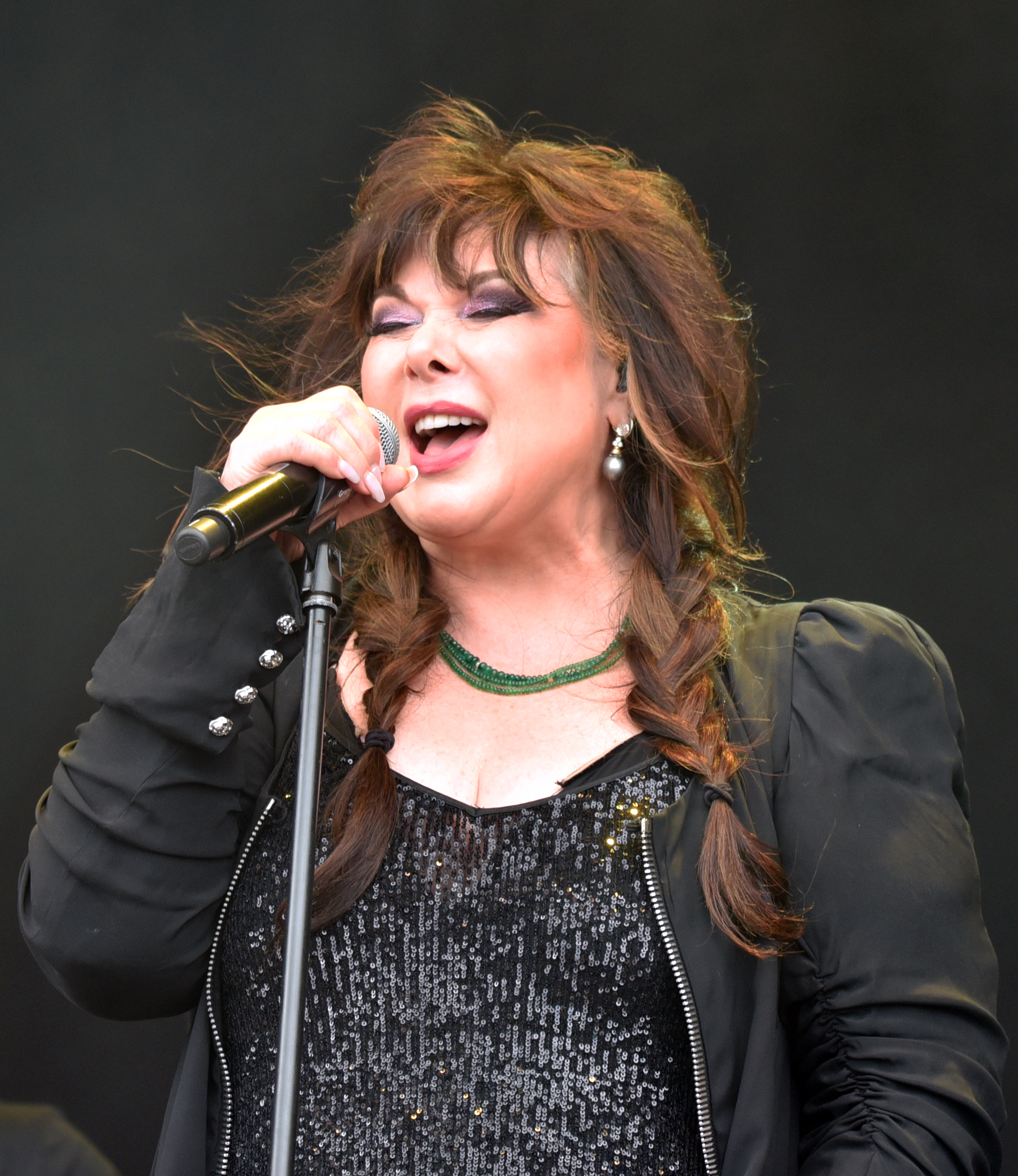
アン・ウィルソン (2022年)

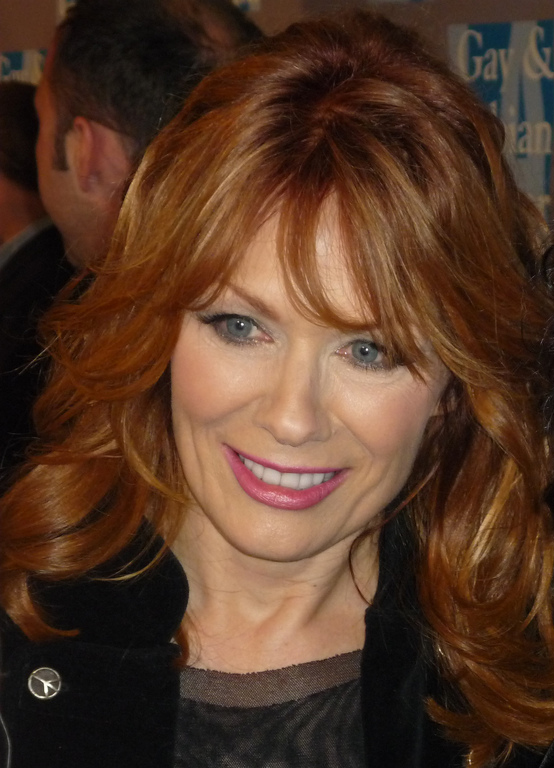
ナンシー・ウィルソン (2010年)

- 1966年に、ギタリストのロジャー・フィッシャーとベーシストのスティーヴ・フォッセンらが結成した「アーミー」というバンドが母体。1968年にメンバーチェンジを行い「ホワイト・ハート」と改名。
- 1971年にフィッシャー、フォッセンがオーディションを行いアン・ウィルソンを見出す。アンは2、3週間のつもりでゲスト参加したが、ツアーが上手くいったためそのまま加入、「ホーカス・ポーカス」に改名。ここでアンはロジャーの兄マイク(ホーカス・ポーカスのメンバーでもあった)と出会う。
- 1972年に「ハート」と改名し、マイクはバンドのマネージャーとなった。1973年から正式に発足。以降ナンシーは時々ライヴに参加、アン達にバンドに誘われていたが、小説家を志していたため決心がつかずにいた。
- 1975年にナンシーも正式に加入し、ウィルソン姉妹、フィッシャー、フォッセンの4人組で1976年にデビューアルバム『ドリームボート・アニー』を発表。レッド・ツェッペリンに強く影響された音楽性やアンの歌声、姉妹バンドであることなどが注目を集め、「マジック・マン」(全米9位)「クレイジー・オン・ユー」(全米35位)などの曲がヒットした。この時期アンとマイク、ナンシーとロジャーは恋愛関係にあった。

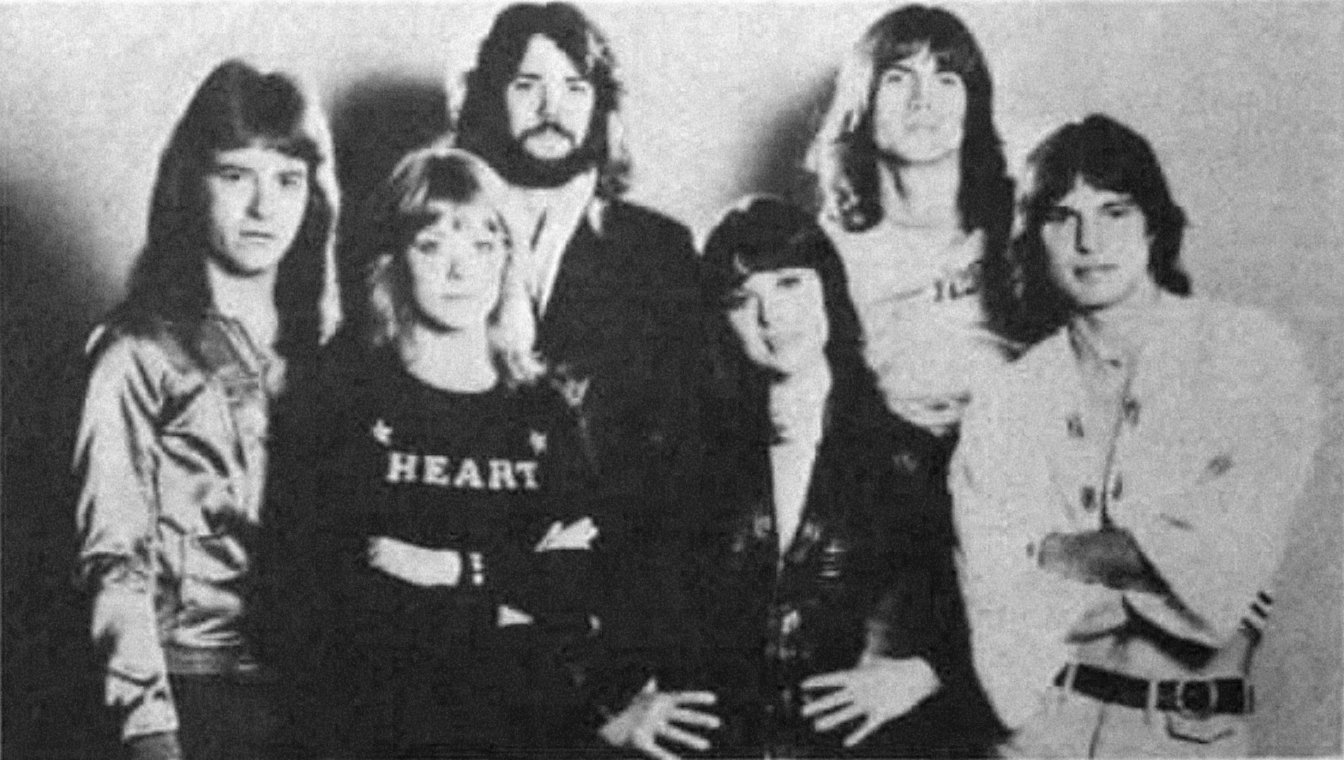
デビュー当時

- 1977年には1stにも参加していたギタリスト/キーボーディストのハワード・リース、ドラマーのマイケル・デロージャーを加えた編成で2ndアルバム『Little Queen』を発表。シングル「バラクーダ (Barracuda)」は全米11位を記録した。

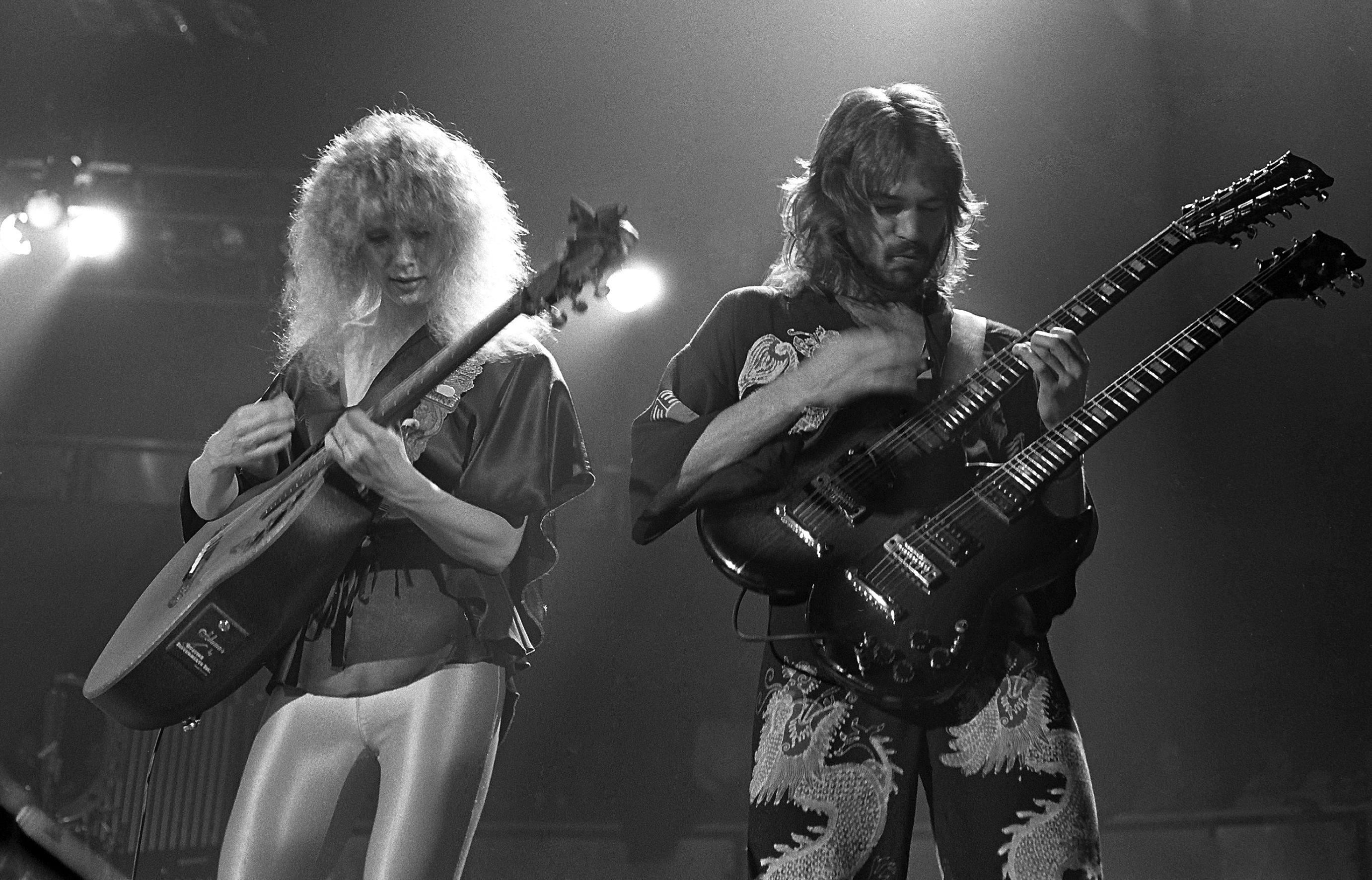
ナンシー&ロジャー・フィッシャー(右) 1978年

- 1979年にアンとマイク、ナンシーとロジャーの2組のカップルが破局。フィッシャーが脱退。この時点で完全にウィルソン姉妹が中心のバンドとなる。
- 1982年にはフォッセンとデロージャーが脱退し、ベースにマーク・アンデス、ドラムにはデニー・カーマッシが加入。この頃には商業的に低迷期に入っていた。
- 1985年発表の8thアルバム『Heart』では、当時、「サバイバー」や「キッス」等を手がけヒット作を連発していたロン・ネヴィソンをプロデューサーに迎えた。初めて外部のソングライターによるポップでキャッチーな曲を収録し、これが起死回生のヒット作となる。「What About Love?」(全米10位)、「Never」(全米4位)「These Dreams」(全米1位)「Nothin' At All」(全米10位)とシングルヒットを連発、アルバムも全米1位となり、一気にスターダムへと駆け上がった。
- こうして1987年発表の9thアルバム『Bad Animals』(プロデュース/ロン・ネヴィソン)も全米2位、1990年発表の10thアルバム『Brigade』も全米3位と、バンドは黄金期を迎えた。この時期にはヘヴィメタルのムーヴメントが盛り上がっており、それに乗る形でルックスや音造りもグラマラスでゴージャスなものへと変化していた。姉妹はバンド活動休止時の1990年代後半のインタビューで「ロンのプロデュースは徹底的に売れる音作りを狙っていたので、納得できない点もあった。」と答えている。しかし、この徹底的に売れる音作りが見事に当たったのは事実であった。
- 1993年11thアルバム『Desire Walks On』を発表するが、この頃盛り上っていたグランジブームに押されバンドの人気は急激に低下。ここにベースのマークは参加せず、1992～1993年に脱退したものと思われる。
- この頃からアンとナンシーは「ラヴモンガーズ」を始めとしたバンド外のプロジェクト活動やソロ活動を重視し、サウンドも原点回帰のアコースティック路線を模索するようになる。
- この間にデニーは、デイビッド・カバーディル（Vo/ex:ホワイトスネイク）とジミー・ペイジ（g/ex:レッド・ツェッペリン）のプロジェクトであるカバーディル/ペイジに参加。引き続きカバーディルが再始動させたホワイトスネイクにも参加する。こうして1994年頃には脱退。
- 1995年MTVの看板番組「アンプラグド」に出演。StringsでAcousticなナンバーを披露している。この模様はのちにライブ作品『The Road Home』に収録。このライブには元レッド・ツェッペリンのジョン・ポール・ジョーンズをベースに迎えており、姉妹のツェッペリン好きの夢がかなったといったところだろうか。[要出典]（ちなみにジョンはこのアルバムのプロデュースも行っている）

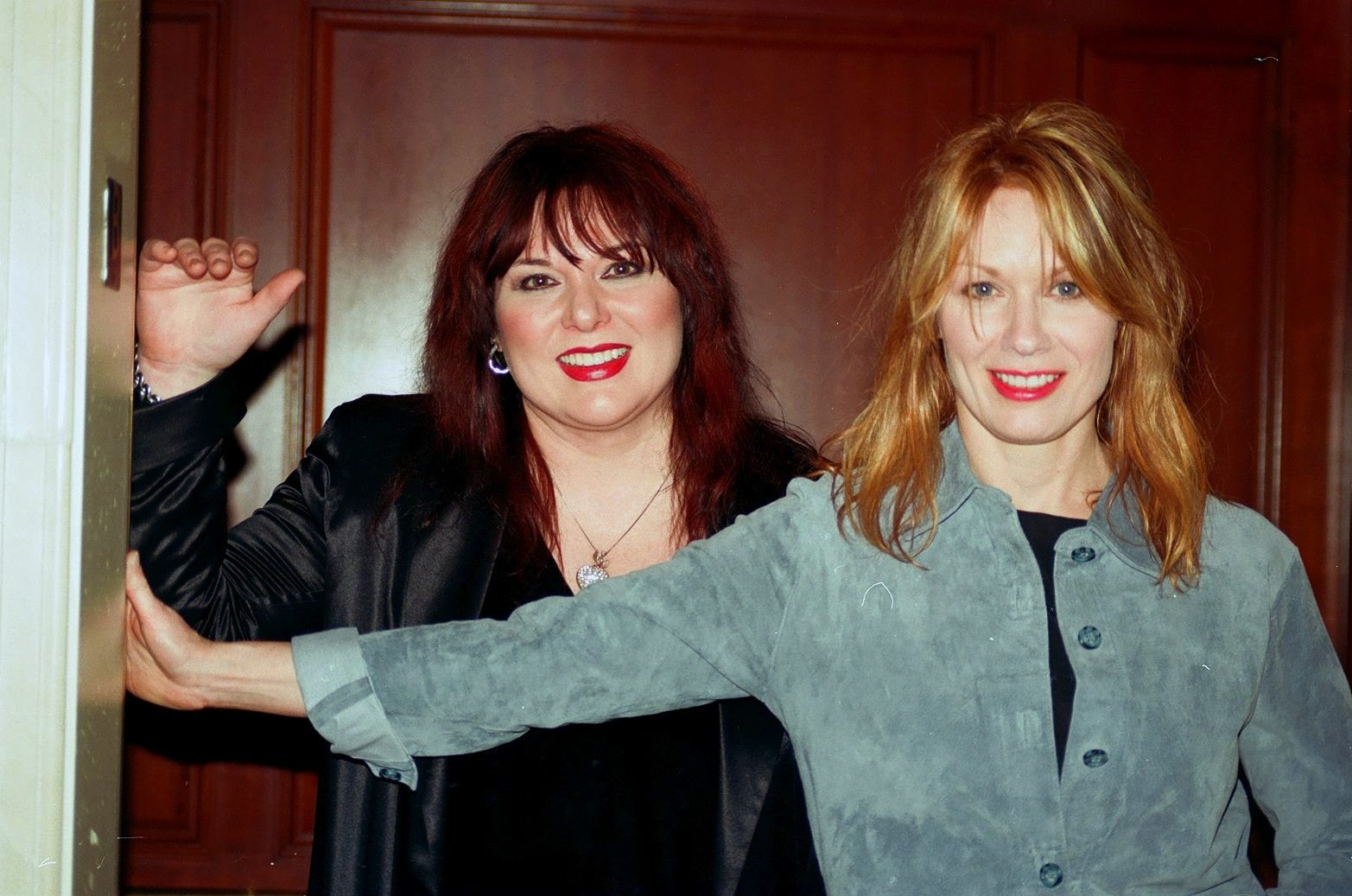
アン&ナンシー・ウィルソン（1998年）

- 1999年ナンシー・ウイルソンはソロとして「LIVE AT MCCABE'S GUITAR SHOP」をリリース。
- 2000年-2001年ナンシーは、当時の夫で映画監督のキャメロン・クロウの『あの頃ペニー・レインと』（2000年）、『バニラ・スカイ』（2001年）のサントラに曲を提供。
- 2002年HEARTとしてバンドメンバーも変え、久しぶりサマー・オブ・ツアーが行われる。最終日には地元シアトルでライブを行いライブ作品『Alive in Seattle』として発売されている。このツアーにはデビュー当時からバンドを支えていたハワードの姿は見られなかった。
- 2004年、11年ぶりのオリジナルとなる12thアルバム『Jupiter's Darling』を発表[5]。このレコーディングにもハワードは参加せず脱退が決定的になる。こうしてバンドは実質的に姉妹のプロジェクトとなる。ハワードは2008年頃よりバッド・カンパニーのサポートメンバーとしてツアーに同行していて、2010年には来日もした。

　　90年代以降、長期のツアーは避け、単発的なライブ活動を中心に据えるようになってきている。

　　また最近は、乳がんやアフリカのエイズ貧困問題など支援活動行っている。
- 2005年キャメロン・クロウ監督の映画『エリザベスタウン』のサントラにナンシーのAcousticなギターサウンドを提供。
- 2006年TV番組「DECADES ROCK LIVE」でアリス・イン・チェインズ、デイヴ・ナヴァロ、キャリー・アンダーウッド、Gretchen Wilson、ダフ・マッケイガン(b/ex:ガンズ・アンド・ローゼズ現ベルベット・リボルバー)らと競演。再びエレクトリック・ギターを使用した豪快なロック・サウンドを聴かせている。
- 2007年アン・ウィルソンが初のソロ・アルバム"Hope & Glory"を9月にリリース。カヴァーアルバムで、ゲストも多彩でエルトン・ジョンやk.d.ラングらが参加。「ハート」としては、現在のメンバーにStringsを加えた編成で1stアルバム『Dreamboat Annie』を再現したライブ演奏したライブ作品『Dreamboat Annie Live』を発表。

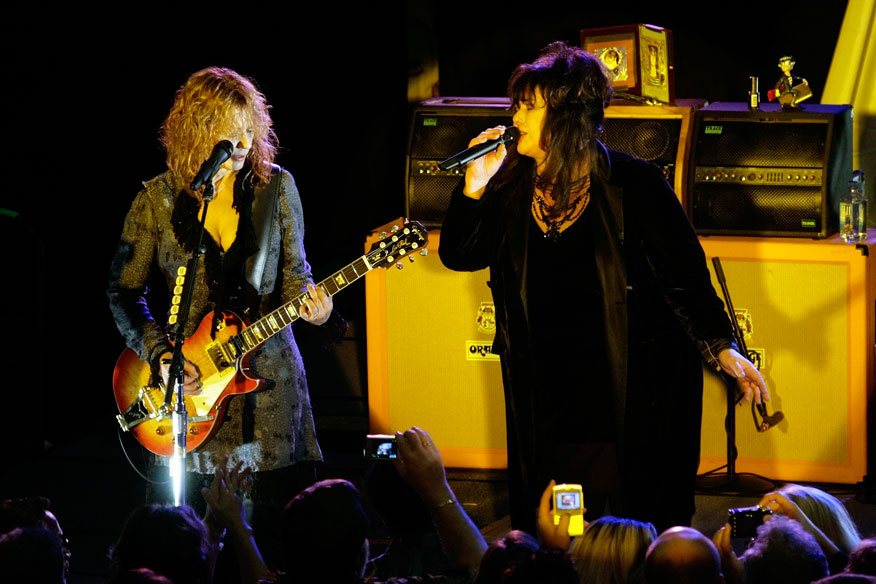
2008年のチャリティーライブにて

- 2010年、13thアルバム『Red Velvet Car』を発表。ナンシーとキャメロン・クロウの離婚が成立。
- 2012年ナンシーが大手映画会社の幹部と再婚。14thアルバム『Fanatic』を発表[6]。
- 2013年、『ロックの殿堂』入り[7]。
- 2015年、アンが一般男性と結婚[8]。
- 2016年、15thアルバム『Beautiful Broken』を発表[9]。
- 2023年10月10日にカリフォルニアで開催したアンのソロライブに、ナンシーがサプライズ出演し「Barracuda」を披露。12月27日にはカリフォルニア州ハイランドで、2019年10月以来となる『ハート』としてのワンマンライブを開催。参加メンバーは、アンとナンシーに加えて、ライアン・ワリナー（ギター）、ライアン・ウォーターズ（ギター）、ポール・モーク（ギター）、トニー・ルシード（ベース）、ショーン・レーン（ドラムス）。またその後も翌28日に同州パームデザート、31日に地元・ワシントン州シアトルでもワンマンライブを開催した[10][11][12]。
- 2024年1月、同年4月20日から北米とヨーロッパを廻るツアー『Royal Flush』を開催することを発表。北米での公演にはチープ・トリック、英国での公演にはスクイーズがサポート・アクトとして参加[12]。しかし、アン・ウィルソンが急遽「日常的医療処置」を受けることになり回復まで6週間を要するため、6月20日から7月12日に予定していたヨーロッパ・ツアーの中止を5月29日に発表[13]。また7月2日にアンが声明を発表し、前述のヨーロッパ公演延期の際にアンが受けた医療処置は癌性の切除手術だったことを明かした。具体的な病名は明かしていないが、手術は成功し体調も良い状態だが、医師から予防化学療法を受けること、完治するために年内はライブ活動を避ける様に指示されたことから、ヨーロッパ公演以降に予定されていた全公演の延期を発表した[14]。

## 特徴

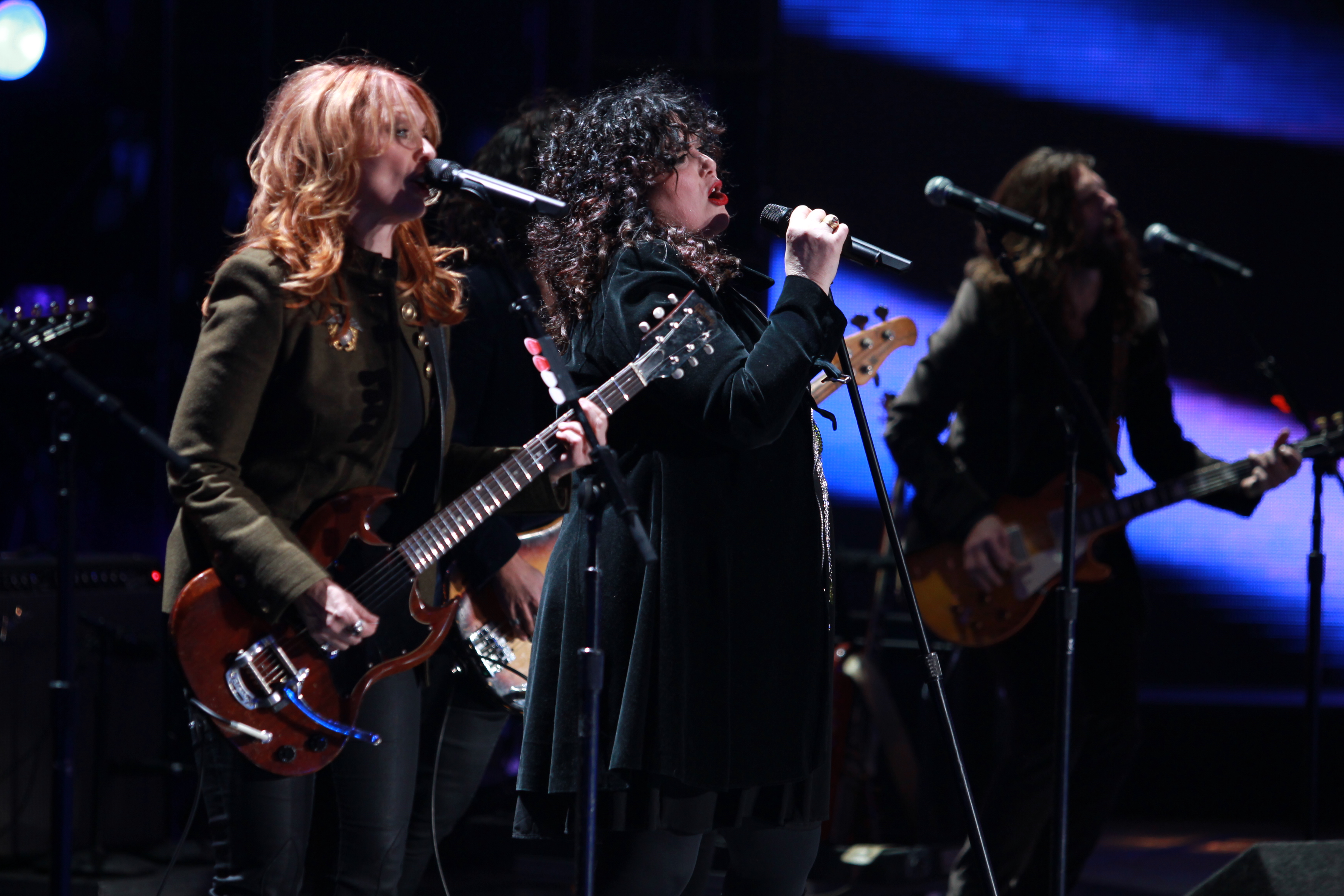
USA.サンディエゴ公演 (2010年12月)

### 音楽性
- アンの「女ロバート・プラント」と称されるエネルギッシュな歌声と、ナンシーの激しくも可憐なギタープレイが魅力。
- エルトン・ジョンの長年にわたる共作者であるバーニー・トーピン（マーティン・ペイジとの共作）が作詞した「These Dreams」など、ナンシーが歌ってヒットした曲もある。
- 総じて1970年代から1980年代前期にかけてはアコースティックな要素のあるハードロックであり、1980年代後期のヒット曲はメロディアスでコマーシャル、2002年以降は初期の音楽性に回帰しグランジの要素も加わっている。

### 逸話・その他
- 『Magazine』リリースまでの紆余曲折

実際は、『Little Queen』よりも『Magazine』の曲の方が先に録音されていた。

レコード会社移籍(マッシュルーム→ポートレイト)に伴う裁判問題で、先に『Little Queen』がリリースされた。

その後契約上の問題のため、マッシュルーム側は上記の録音されていた曲にライブ・テイクを加え、『Magazine』としてリリースした。

しかしハート側は、これを未完成であるとして発売停止を裁判所に訴え、認められる。

これにより、マッシュルーム盤『Magazine』は発売中止・回収を義務付けられた。

結局ハート側はオーバー・ダビング等をし直し新たに『Magazine』をリリースした。

- メンバーのうち、3人（フィッシャー、フォッセン、デロージャー）はカナダのロックバンドシェリフの元メンバーの2人とエリアスを結成し、1990年に「君がほしい」が大ヒットしたが、これ以降ヒットは続かなかった。

## メンバー
2024年8月時点

### 現ラインナップ
- アン・ウィルソン (Ann Wilson) - ボーカル (1972- )
- ナンシー・ウィルソン (Nancy Wilson) - ギター (1973-1995, 2002- )
- ライアン・ウォーターズ (Ryan Waters) - ギター (2019- )
- ライアン・ウォリナー (Ryan Wariner) - ギター (2023- )
- トニー・ルシード (Tony Lucido) - ベース (2023- )
- ポール・モーク (Paul Moak) - キーボード (2023- )
- ショーン・T・レーン (Sean T. Lane) - ドラムス (2023- )

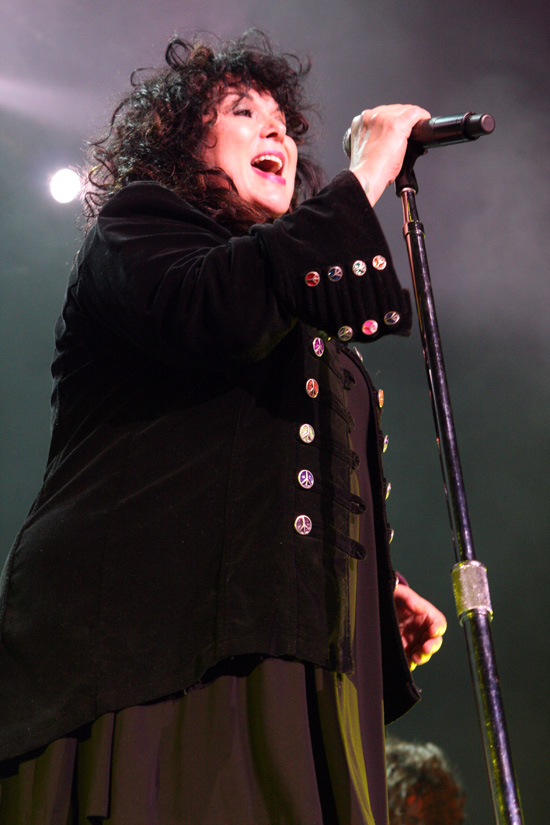
アン・ウィルソン(Vo) 2011年
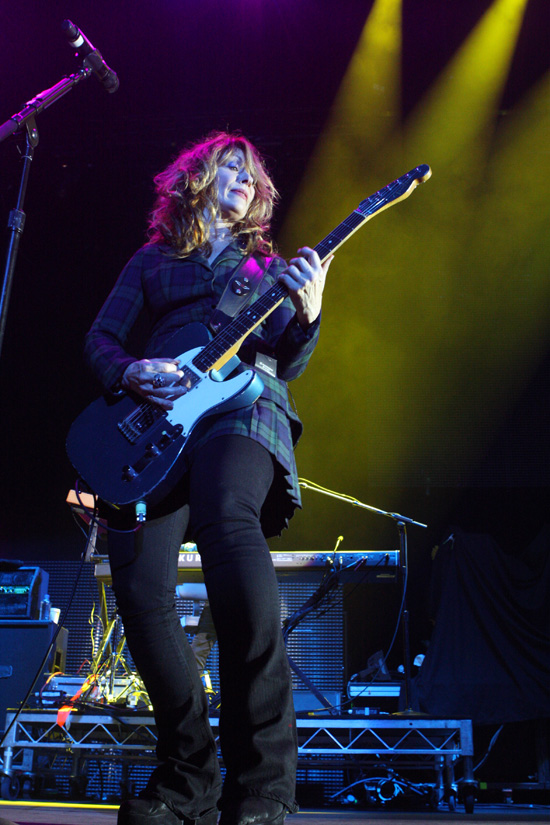
ナンシー・ウィルソン(G) 2011年

### 旧メンバー
- ロジャー・フィッシャー (Roger Fisher) - ギター (1967-1980)
- スティーヴ・フォッセン (Steve Fossen) - ベース (1967-1982)
- マイク・フィッシャー (Mike Fisher) - ギター (1973-1974)
- ジェフ・ジョンソン (Jeff Johnson) - ドラムス (1973-1974)
- デヴィッド・ベルザー (David Belzer) - キーボード (1973-1974)
- ブライアン・ジョンストン (Brian Johnstone) - ドラムス (1974-1975)
- ジョン・ハンナ (John Hannah) - キーボード (1974-1975)
- ハワード・リース (Howard Leese) - ギター/キーボード (1975-1998)
- マイケル・デロージャー (Michael Derosier) - ドラムス (1975-1982)
- マーク・アンデス (Mark Andes) - ベース (1982-1993)
- デニー・カーマッシ (Denny Carmassi) - ドラムス (1982-1993)
- デニー・フォンハイザー (Denny Fongheiser) - ドラムス (1993-1995, 2019)
- フェルナンド・サンダース (Fernando Saunders) - ベース (1993-1995)
- スコット・オルソン (Scott Olson - ギター (1995-2003)
- フランク・コックス (Frank Cox) - ギター (1995, 1998)
- ジョン・ベイレス (Jon Bayless) )- ベース (1995, 1998)
- ベン・スミス (Ben Smith) - ドラムス (1995-1998, 2002-2016)
- スコット・アダムス (Scott Adams) - サクソフォーン (1995)
- マイク・アイネス (Mike Inez) - ベース (2002-2006)
- トム・ケロック (Tom Kellock) - キーボード (2002-2003)
- ギルビー・クラーク (Gilby Clarke) - ギター (2003-2004)
- クレイグ・バートック (Craig Bartock) - ギター (2003-2016, 2019)
- ダリアン・サハナジャ (Darian Sahanaja) - キーボード (2003-2004)
- デビー・シャイアー (Debbie Shair) - キーボード (2004-2014)
- リック・マークマン (Ric Marksman) - ベース (2006-2009)
- クリスチャン・アタード (Kristian Attard) - ベース (2009-2012)
- ダン・ロスチャイルド (Dan Rothchild) - ベース (2012-2016)
- クリス・ジョイナー (Chris Joyner) - キーボード (2014- )
- アンディ・ストーラー (Andy Stoller) - キーボード (2019)
- ダン・ウォーカー (Dan Walker) - ベース (2019)

## 関連ユニット

### アーミー(The Army) 1966年
- ロジャー・フィッシャー(Roger Fisher) - guitar
- スティーヴ・フォッセン(Steve Fossen) - bass guitar
- ドン・ウィルヘルム(Don Wilhelm) - vocal/guitar/organ
- レイ・シーファー(Ray Schaefer) - drums

### ホワイト・ハート(White Heart)→ハート(Heart) 1968年 - 1970年
メンバーチェンジを行いホワイト・ハートと改名。1970年のごく短期間短縮してハートと名乗っていた。
- ロジャー・フィッシャー(Roger Fisher) - guitar
- スティーヴ・フォッセン(Steve Fossen) - bass guitar
- ゲイリー・ジーゲルマン(Gary Ziegelman) - vocal
- ジェイムズ・チリロ(James Chirillo) - guitar
- ロン・ルッジ(Ron Rudge) - drums
- ケン・ハンセン(Ken Hansen) - percussion

### ホーカス・ポーカス(Hocus Pocus) 1971年 - 1972年
- ロジャー・フィッシャー(Roger Fisher) - guitar
- スティーヴ・フォッセン(Steve Fossen) - bass guitar
- アン・ウィルソン(Ann Wilson) - vocal
- マイク・フィッシャー(Mike Fisher) - guitar
- ジョン・ハンナ(John Hannah) - keyboard
- ブライアン・ジョンストン(Brian Johnstone) - drums

### ラヴモンガーズ(THE LOVEMONGERS) 1991年 - 1998年
『The Battle of Evermore』、『Whirlygig』、『A Lovemonger's Christmas』録音。
- アン・ウィルソン(Ann Wilson) - vocal/bass guitar/acoustic guitar
- ナンシー・ウィルソン(Nancy Wilson) - acoustic guitar/guitar/vocal/backing vocal/mandolin
- スー・エニス(Sue Ennis) - keyboard/guitar/vocal
- フランク・コックス(Frank Cox) - guitar/mandolin/vocal/keyboard

## ディスコグラフィ

### スタジオ・アルバム
- 『ドリームボート・アニー』 - Dreamboat Annie（1976年） 全米7位、全英36位
- 『リトル・クイーン』 - Little Queen（1977年） 全米9位、全英34位
- 『マガジン』 - Magazine（1978年） 全米17位 (2曲ライヴ)　※元々は2作目
- 『ドッグ&バタフライ』 - Dog And Butterfly（1978年） 全米17位
- 『ベベ・ル・ストレンジ』 - Bebe Le Strange（1980年） 全米5位
- 『プライベート・オーティション』 - Private Audition（1982年） 全米25位、全英77位
- 『パッション・ワークス』 - Passionworks（1983年） 全米39位
- 『ハート』 - Heart（1985年） 全米1位、全英19位
- 『バッド・アニマルズ』 - Bad Animals（1987年） 全米2位、全英7位
- 『ブリケイド』 - Brigade（1990年） 全米3位、全英3位
- 『デザイアー・ウォーク・オン』 - Desire Walks On（1993年） 全米48位、全英32位
- 『ジュピターズ・ダーリング』 - Jupiter's Darling（2004年） 全米94位
- 『レッド・ヴェルヴェット・カー』 - Red Velvet Car（2010年） 全米10位
- 『ファナティック』 - Fanatic（2012年） 全米24位
- Beautiful Broken（2016年） 全米105位

### ライブ・アルバム
- 『ザ・グレイテスト・ストーリー』 - Greatest Hits Live (1980年) 全米13位
- 『ロック・ザ・ハウス・ライヴ！』 - Rock The House Live!（1991年） 全米107位、全英45位
- 『ザ・ロード・ホーム』 - The Road Home（1995年） 全米87位
- Alive In Seattle（2003年）
- 『ドリームボート・アニー・ライヴ』 - Dreamboat Annie Live（2007年）

### コンピレーション・アルバム
- GREATEST HITS／LIVE （1980年）※ベスト＆ライブ集
- The Greatest Hits（1998年）
- 『ハート・グレイテスト・ヒッツ』 - Greatest Hits 1985-1995（2000年）
- 『エッセンシャル・ハート』 - Essential（2002年）
- The Collection（2005年）※ボックス・セット
- Love Songs（2006年）
- Strange Euphoria（2012年）※ボックス・セット